# Sanino (przystanek kolejowy w Moskwie)
Sanino (ros. Санино) – przystanek kolejowy w miejscowości Moskwa, w Rosji. Położony jest na linii Moskwa – Briańsk – Kijów. Przystanek Średnicy Kałużsko-Niżegorodskiej – linii moskiewskiej kolei aglomeracyjnej.
Przystanek został otwarty 11 marca 2020.